# 森川まりこ
森川 まりこ（もりかわ まりこ、1971年2月10日 - ）は、日本のAV女優である。
124cmQカップの巨乳で有名。いわゆるプランパー女優である。森川 まり子としての出演作も有り。

## 経歴
千葉県出身。血液型：A型、身長：150cm、スリーサイズ：B124・W66・H96。
1994年『巨大すぎるデカパイ』で、AV女優としてデビューし、その後多くの作品に出演。2001年『爆乳妊婦』を最後に引退。

## 出演作品

### アダルトビデオ（撮りおろし作品）
1994年
- 巨大すぎるデカパイ（1994年7月21日、VHS、アテナ映像 AS-373）※AVデビュー作
- 超乳伝説Q（1994年8月21日、VHS、アテナ映像 AS-378）
- ダイナマイトQカップ 124センチ魅力のすべて（1994年10月1日、VHS、笠倉出版社 CAV70-47）
- 巨乳暴動（1994年10月21日、VHS、アテナ映像 AS-388）
- Q－CUPスレイブ（1994年11月30日、VHS、大洋図書 171028）
- ザ・爆乳 Vol.1 森川まりこ（1994年、VHS、VCA TFC-4001）
  - ザ・爆乳 VOL.1 森川まりこ（1994年12月14日、VHS、ビッグモーカル MC-44）※「ザ・爆乳 Vol.1」と同一内容
  - ザ・爆乳 VOL.6 森川まりこ（1995年、VHS、VCA TFC-4009）
- ドスケベ巨大乳（1994年12月21日、VHS、アテナ映像 AS-398）

1995年
- 日本一デカパイ女子校生（1995年1月20日、桜桃書房 HRT-030）
- 獣乳（1995年2月11日、アテナ映像 AS-406）
- 超巨大な乳娘（1995年4月28日、VHS、フェニックス PM-279）
- ウルトラQカップ 124センチのシスター（1995年3月29日、VHS、イメージボックス/オデッセウス AB-0293）※映画「巨乳修道院」のビデオ版

1996年
- ザ・スーパー風俗アイドル 1（9月27日、VHS、シネマジック/ギャング GA-50）全4名
- 爆裂娘III（1996年10月、VHS、東京三世社/BIRTHDAY BNV01-47）
- 爆乳（1996年、VHS、モンロー）オムニバス作品

1997年
- ザ・爆乳パイズリバトル（1997年、VHS、VCA TFC-4047）

2001年
- 爆乳妊婦（2001年、ディーハウス DVN-001）

### アダルトビデオ（編集もの、BESTもの、DVD ほか）
- THE 巨乳コレクション I（1994年9月11日、VHS、アテナ映像 ADT-01）全10名
- THE 巨乳コレクション 2（1995年1月11日、VHS、アテナ映像 ADT-05）全10名
- 緊縛巨乳図鑑（1995年4月28日、VHS、シネマジック VS-364）オムニバス作品 全5名
- これが巨乳だ！（1996年、オー・ケイ出版社 OKV09-18）全30名
- バケ乳 123cm Q-Cup（1996年、VHS、日本映画新 TMX-054）
- 巨乳！美乳！熟乳！ もも 藤谷しおり 森川まりこ（1996年1月7日、VHS、笠倉出版社 CAV-7089）全3名
- ザ・爆乳 DELUXE 森川まりこ 植村かおり 川口まり（1996年9月27日、VHS、VCA MO-002）全3名
- ザ・爆乳 DELUXE 2 森川まりこ 藤本杏樹 石井小枝（1996年、VHS、VCA MO-004）全3名
- ザ・爆乳パイズリバトル みずしまちはる VS 森川まりこ（1997年、VHS、VCA TFC-4047）
- おっぱい 森川まりこ 本来理沙 紙谷キララ 藤宮礼子（1998年、VHS、リビエール）全4名
- 爆乳伝説（2001年6月21日、VHS FE-013・DVD LHD-02、フェアエスト）全15名
- VCAベストセレクション 爆乳大全 2 森川まりこ 嶋村のぞみ 上田純子 もものねね（2004年4月13日、DVD、VCA VCAD-006）全4名
- 爆乳デカブラ着脱、揺らしまくり 8人分120分 1（2005年2月15日、DVD、ディーハウス DVY-001）全8名
- 爆乳デカブラ着脱、揺らしまくり 5人分120分 2（2006年5月15日、DVD、ディーハウス DVY-002）全5名
- 爆乳デカブラ着脱、揺らしまくり 6人分120分 3（2007年3月8日、DVD、ディーハウス DVY-003）全6名
- セルフ乳首舐めオナニー4時間（2012年6月16日、DVD、シネマユニット・ガス GAS-248）全25名
- 爆乳の20年、女優100人8時間（2014年7月12日、DVD、シネマユニット・ガス GAS-327）全100名
- デカブラBEST 4時間（2015年2月1日、DVD、シネマユニット・ガス GAS-348）全26名
- 肉欲超乳超尻SEVEN ぼくの好きな豊満女たち（2017年1月1日、DVD、シネマユニット・ガス GAS-417）全7名

発売年不明
- ザ・デカブラマニア 1（VHS、VCA TFC-4060）全9名
- オーバーヒート (VHS) 『超乳伝説Q』の再編集版
- 揺れる爆乳（VHS、Bunny）－『巨乳暴動』の再編集版
- 爆裂娘 乳洪水（VHS、彗星社 TB-1001）全6名
- くちぬき くちぬきザーメン19連発！（VHS、Santafe SU-13）
- 官能爆乳（VHS、Success K-02）『バケ乳』の再編集版
- ぬるぬる! ぐちょぐちょローション天国 森川まりこ（VHS、CRUSE NU-32）
- ぬるぬる！ベストセレクション ムッチリ＆巨乳編（VHS、CRUSE NU-50）全4名
- 爆乳スペシャル 1 みずしまちはる 吉野かおり 森川まりこ（DVD、ディーハウス DVS-001）全3名
- 爆乳揺らし、揉み、舐めまくり 8人分120分 1（DVD、ディーハウス DVX-001）全8名

### 映画
- 巨乳修道院（1995年1月5日公開、旦々舎/エクセス・フィルム）監督:浜野佐知 主演:森川まりこ - 2006年「パイズリ修道院 私を、懺悔して!」に改題し、リバイバル公開 [2][3]

## 出演

### テレビ
- 日本テレビで放送された『投稿!特ホウ王国』にて『日本一の巨乳OL』として紹介されている（尚、放送当時OLでは無かった）[4]。
- フジテレビタモリのボキャブラ天国（四捨五入＝死者巨乳のネタ。死体役で出演）
- テレビ朝日タモリ倶楽部空耳アワー（1994年8月5日放送分。巨乳を見せた直後に「おぉ、すげぇ～！」の空耳フレーズが出る）
- テレビ朝日リングの魂「リングスのイメージガールを決めよう」の企画のイメージガール候補の11番目に登場。トリを飾るがイメージガールには選ばれず。
- テレビ朝日ウッチャンナンチャンの炎のチャレンジャーこれができたら100万円「高飛び込み100dBAで100万円」に出演。挑戦するも94dBAにて100万円獲得ならず。

### ラジオ
- TokyoToplessラジオ（AIIネットラジオ）

## 書籍

### 写真集
- MARIKO―森川まり子写真集（1994年10月5日、笠倉出版社、撮影：牧田仁）ISBN 9784773001969

### 雑誌
- ギャルズ・ディー 1994年7月号、9月号、10月号、12月号（ダイアプレス）
- D-CUP Japan 1994年8月号、9月号、10月号、12月号、1995年4月号、5月号、1996年1月号（蒼竜社）
- さくらんぼ通信 1994年8月号（大洋書房）
- オレンジ通信 1994年9月号、10月号、12月号（東京三世社）
- ギャルズ通信 1995年11月号（日本出版社）